# クヌードソン仮説
クヌードソン仮説（クヌードソンかせつ）とは、癌は細胞のDNAに変異が蓄積した結果引き起こされるという仮説である。この仮説は当初1953年にCarl O. Nordlingによって提唱され、アルフレッド・ジョージ・クヌードソンJr によって体系化された。クヌードソンの業績は間接的に癌関連遺伝子の同定に結びつくことになった。クヌードソンはこれらの業績により1988年にラスカー・ドゥベーキー臨床医学研究賞を受賞した。
癌の多遺伝子変異説はNordingによって1953年にBritish Journal of Cancer 誌で提唱された。彼は同誌において先進国では癌の発症が年齢の6乗に比例し増加すると述べている。この関係について癌の発生は6つの連続した変異の蓄積を必要とすると想定することで説明された。
その後クヌードソンは網膜芽細胞腫の症例についての統計学的解析を行った。網膜芽細胞腫は網膜に発生する腫瘍で、散発性および遺伝性に発生する。彼は遺伝性の網膜芽細胞腫は散発性よりも若年性に発症することを示した。さらに遺伝性の網膜芽細胞腫を持つ児は、両眼に腫瘍を発症しやすいという疾病素因を有していることを発見した。
クヌードソンは発癌にはDNAに対する複数回の打撃(hit)が必要であると提唱した。
①遺伝性の網膜芽細胞腫を患う児の場合　: 先天的にDNA異常を保有しており(第一の異常)、そこへ何らかの異常(第二の異常)が生じると速やかに癌に至る
②非遺伝性の網膜芽腫の場合　: 腫瘍の進行前に二つの打撃(hit)が起こらねばならない
この理論により発症年齢の違いを説明した。
　後に発癌(癌の進行)は癌遺伝子(細胞増殖を刺激する遺伝子)とがん抑制遺伝子(チェック機構で増殖を制御する遺伝子)の不活性化の二つに依っていることが判明した。最初の打撃(first hit)は癌化の必要条件であるが十分条件ではない。なぜなら正常に作用しているがん抑制遺伝子が依然としてチェックポイントにおける癌化の制御を行っているからである。けれどももしもここでがん抑制遺伝子に異常が生じてしまった場合、制御不能な増殖が生じる。同様に(網膜芽細胞腫におけるRb1遺伝子のような)がん抑制遺伝子に異常が生じても、もしも活性化された癌遺伝子による制御不能な増殖刺激がなければ癌化は起こらない。

## 関連概念
フィールドキャンサライゼーションは広義のクヌードソン仮説と言えるかもしれない。同概念は身体のある特定の部位において、様々な腫瘍が原発、重複する現象である。この現象はより早い段階の打撃(hit)が全身に癌化の素地をつくり出すことを意味する。
2011年に報告されたクロモスリプシスは多段階発がん仮説と同様に、複数の遺伝子の変異という意味合いを持っている。しかしそれらはたった一瞬で起こると断言されている。Chromothripsisとは癌症例において2～3%に認められ (骨腫瘍では25%にも及ぶ)、数十〜数百の染色体の破壊的な崩壊とそれに続く不正な修復という現象である。この崩壊は正常の細胞分裂において染色体が折りたたまれる際に起こると考えられている。しかし、崩壊のきっかけとなる因子については現在まだ解明されていない。このモデルでは悪性腫瘍は複数の変異がゆっくりと蓄積するのではなく、一つの孤立したイベントの結果として起こるとされている。